# Fiverr
Fiverr è un marketplace globale online per l'offerta di servizi freelance, fondato a Tel Aviv nel 2010.
La sua piattaforma consente di mettere in contatto i libero professionisti con persone o aziende in cerca di tali figure professionali. Le inserzioni su Fiverr coprono molteplici servizi digitali e di comunicazione, come ad esempio progettare un biglietto da visita oppure sviluppare codice sorgente nei più diffusi linguaggi di programmazione.

## Storia

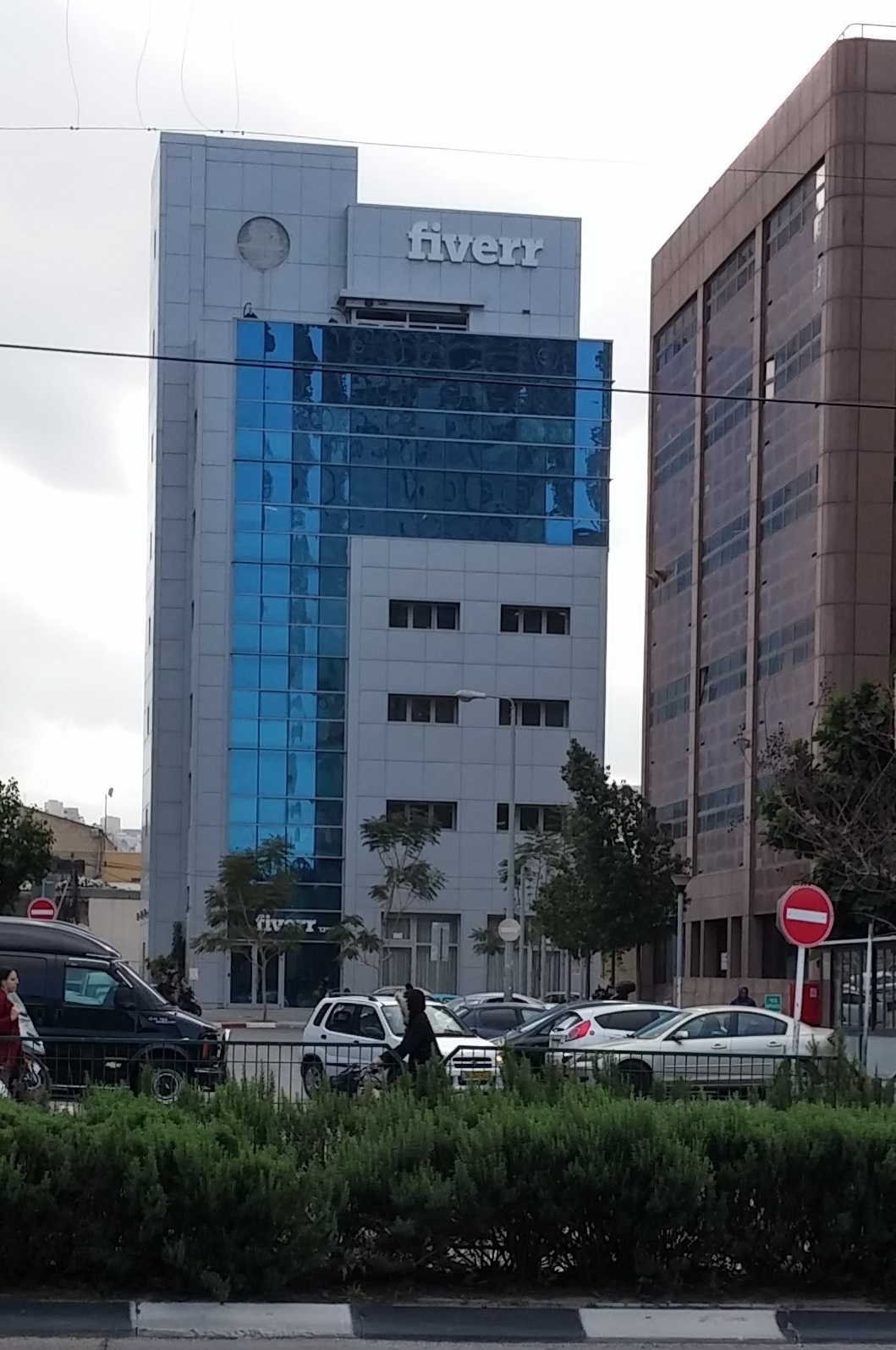
Veduta della vecchia sede centrale di Fiverr a Tel Aviv nel 2016

Fiverr è stata fondata nel 2010 dagli imprenditori Micha Kaufman e Shai Wininger, i quali avevano in mente l'idea di un marketplace per l'acquisto e la vendita di piccoli servizi digitali, detti "gig" (tipicamente svolti da freelancer), a 5 dollari statunitensi (da cui il nome dato alla piattaforma). I servizi proposti su Fiverr possono comunque essere venduti anche a più di 5 dollari e la piattaforma trattiene per sé il 20% del prezzo del servizio offerto. Tra i servizi offerti su Fiverr vi sono la scrittura e la traduzione di testi, la progettazione grafica, il montaggio video e la programmazione informatica.
Nel dicembre 2013 Fiverr pubblicò la sua app per iOS nell'Apple App Store, a cui fece seguito nel marzo 2014 la versione per Android nel Google Play Store.
Nell'ottobre 2015 Amazon.com, al termine di un'operazione sotto copertura, avviò un'azione legale contro 1.114 venditori Fiverr, sostenendo che questi ultimi fornissero recensioni false nella versione statunitense del suo sito web. Fiverr non contestò le accuse di Amazon, dichiarando di aver provveduto a rimuovere i servizi che avessero violato i propri termini di utilizzo e di aver risposto prontamente a qualsiasi segnalazione di contenuti inappropriati.
Nel novembre 2015 Fiverr annunciò di aver raccolto 60 milioni di dollari tramite un round di finanziamento Serie D guidato da Square Peg Capital, che aumentò l'importo complessivo del finanziamento della società a 110 milioni di dollari.
Nel giugno 2019 Fiverr venne quotata alla Borsa di New York.
Nel giugno 2020 venne pubblicata la versione in italiano del sito web di Fiverr.
Il 18 febbraio 2021 la società fece registrare 189,5 milioni di dollari di entrate per l'anno fiscale 2020, con un aumento del 77% rispetto al precedente anno fiscale (in cui dichiarò 107,1 milioni di dollari).

## Prodotti
Nel 2020 Fiverr ha lanciato 2 prodotti:
- Fiverr Business, strumento di supporto per i team delle grandi aziende nella gestione dei propri flussi di lavoro con freelancer e lavoratori remoti;[15]
- Logo Maker, strumento basato sull'intelligenza artificiale per la progettazione di loghi aziendali.[16]

## Acquisizioni
Nel 2017 Fiverr ha acquisito VeedMe, un marketplace per la creazione di video.
Nel gennaio 2018 ha acquisito AND.CO, un produttore di software per freelance. All'epoca l'amministratore delegato di Fiverr Micha Kaufman affermò che molte delle funzionalità di AND.CO (come la fatturazione) erano state incorporate nella piattaforma, ma dal momento che la stragrande maggioranza del lavoro da freelance avviene offline vi era l'intenzione di abilitare tali relazioni all'interno di Fiverr. AND.CO è stato ridenominato Fiverr Workspace nel 2021.
Nel febbraio 2019 Fiverr ha acquisito ClearVoice, una piattaforma premium di content marketing fondata nel 2014.
Nell'agosto 2020 Fiverr ha acquisito SLT Consulting, un'agenzia di marketing digitale specializzata in social media marketing e SEO, nonché brand e content marketing. L'agenzia è stata fondata da Sharon Lee Thony, il quale aveva costruito la propria attività utilizzando Fiverr.
Nel febbraio 2021 Fiverr ha acquisito Working Not Working, un marketplace per talenti creativi.
Nell'ottobre 2021 Fiverr ha acquisito CreativeLive, una piattaforma di istruzione e formazione.
Nel novembre del 2021 Fiverr ha acquisito per 95 milioni di dollari Stoke Talent, una piattaforma per la gestione dei servizi freelance.